# 陳氏麝
陳貴人（越南语：／；1716年—1750年8月23日），名陳氏麝（越南语：／）。越南鄭阮紛爭時期阮主阮福闊的妃子。
陳氏麝是廣平營康祿縣忠館社（今屬廣平省廣寧縣）人，永盛十二年（1716年）出生，其父是堪理能才侯。20歲入侍阮世宗潛邸，性情柔順，深得阮世宗寵愛。阮世宗即位後，封她為貴人，生四子二女：阮福曔、阮福昄、阮福晙、阮福㬫，女儿名字失詳。景興十一年（1750年），陳貴人病重，阮世宗茶飯不思，守候在側。該年七月二十二日（8月23日），陳貴人去世。阮世宗勅贈昭儀列夫人（越南语：／），諡號慈敏。景興十二年十一月初一日（1751年12月18日）安厝於香茶縣楊春社地分。

## 腳注
1. ↑  《故貴嬪贈昭儀陳夫人墓誌銘》，收錄於《越南漢喃銘文拓片總集》第14冊，編號第13435號。